# Discovery Princess
El Discovery Princess es un crucero de la clase Royal operado por Princess Cruises, una subsidiaria de Carnival Corporation & plc. El buque de 145.000 toneladas se ordenó en enero de 2017 con el astillero italiano Fincantieri y su corte de acero se realizó el 14 de febrero de 2019 en Castellammare di Stabia, Italia.
Originalmente se esperaba que comenzara a operar en noviembre de 2021, pero la construcción del barco y la posterior entrega se retrasaron en medio de la pandemia de COVID-19 y su impacto en Fincantieri y Carnival Corporation. Fue entregado a Princess el 28 de enero de 2022 y se convirtió en el sexto y último crucero de clase Royal de la compañía en la flota Princess.
El Discovery Princess realizó su viaje inaugural el 27 de marzo de 2022 desde su puerto de origen de Los Ángeles y navegó a las costas de México antes de navegar a lo largo del Pasaje Interior de Alaska desde Seattle durante su viaje inaugural de verano.